# Lucas Valdés
Lucas Valdés – hiszpański malarz barokowy pochodzący z Sewilli, był synem malarza Juana de Valdesa Leal.